# Rosser (Texas)
Rosser es una villa ubicada en el condado de Kaufman en el estado estadounidense de Texas. En el Censo de 2010 tenía una población de 332 habitantes y una densidad poblacional de 63,18 personas por km².

## Geografía
Rosser se encuentra ubicada en las coordenadas 32°27′30″N 96°27′7″O / 32.45833, -96.45194. Según la Oficina del Censo de los Estados Unidos, Rosser tiene una superficie total de 5.26 km², de la cual 5.18 km² corresponden a tierra firme y (1.48%) 0.08 km² es agua.

## Demografía
Según el censo de 2010, había 332 personas residiendo en Rosser. La densidad de población era de 63,18 hab./km². De los 332 habitantes, Rosser estaba compuesto por el 61.75% blancos, el 31.93% eran afroamericanos, el 1.51% eran amerindios, el 0% eran asiáticos, el 0% eran isleños del Pacífico, el 0.9% eran de otras razas y el 3.92% pertenecían a dos o más razas. Del total de la población el 6.33% eran hispanos o latinos de cualquier raza.